# Sturtevant, Wisconsin
Sturtevant là một làng thuộc quận Racine, tiểu bang Wisconsin, Hoa Kỳ. Năm 2006, dân số của làng này là 5287 người.